# Miren Ibarguren

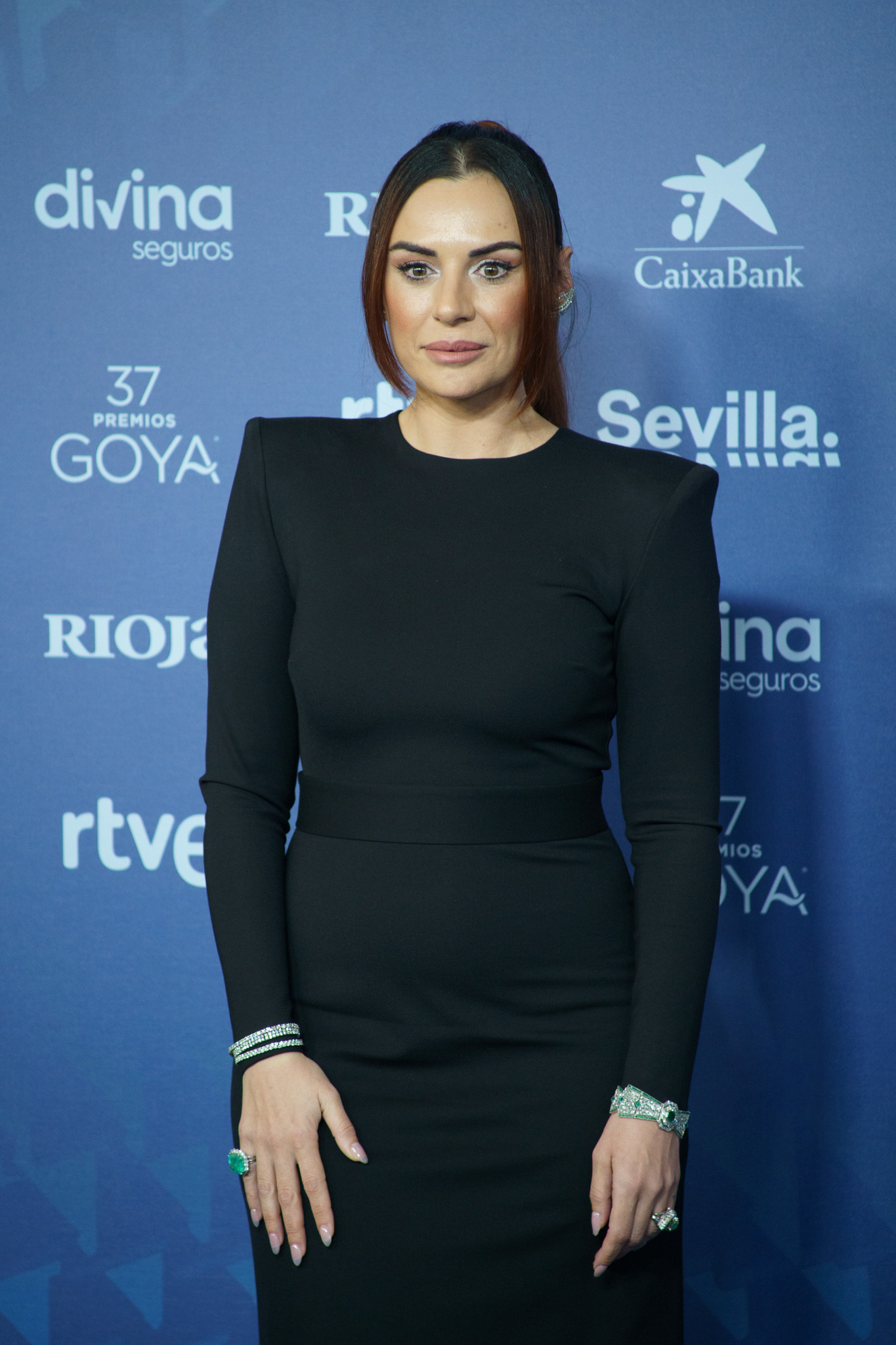
Miren Ibarguren, 2023

Miren Ibarguren (* 10. Dezember 1980 in Donostia-San Sebastián) ist eine baskische Schauspielerin.
Sie begann mit dem Programm Goenkale von Euskal Telebista und sie arbeitete in mehreren TV-Serien und ist sehr beliebt für ihre Rolle in der Serie Escenas de Matrimonio.

## Filmografie
- 2007: Las trece rosas

### Fernsehserien
- Goenkale
- 2004–2006: Aquí no hay quien viva
- 2005–2006: A tortas con la vida
- 2007–2008: Escenas de matrimonio
- 2008–2014: Aída

### Theater
- Mi primera vez (2009)